# Chloë Annett
Chloë Victoria Annett, född 25 juli 1971 i  London, är en brittisk skådespelare. Annett är mest känd för sin roll som Kristine Kochanski i TV-serien "Red Dwarf", en roll hon spelade både i originalserien och dess återupplivning.
Utöver sin roll i "Red Dwarf" har Annett medverkat i flera andra TV-serier och filmer, inklusive "Crime Traveller", "Jonathan Creek", "The Bill" och "EastEnders". Hon har också arbetat som teaterskådespelerska och är en tränad sångerska.
Annett har en examen från Central School of Speech and Drama i London och har även arbetat som radiopratare för BBC Radio 4.

## Filmografi i urval
- 1992 – Jeeves och Wooster (TV-serie)
- 1992 – Juveler
- 1992 – Riddarna på Covington Cross (TV-serie)
- 1997 – Crime Traveller (TV-serie)
- 1997–2009 – Red Dwarf (TV-serie)
- 2004 – Casualty (TV-serie)
- 2013 – Tusen gånger god natt